# Red Barrels
Red Barrels Inc. là một studio phát triển trò chơi điện tử đén từ Montreal, Canada. Công ty được thành lập bởi Philippe Morin, David Chateauneuf và Hugo Dallaire vào năm 2011. Ba thành viên sáng lập đã từng làm việc cho các studio Ubisoft Montreal của Ubisoft và EA Montreal của Electronic Arts. Sau khi rời công ty, studio được thành lập và xuất hiện trên các nền tảng số bắt đầu vào tháng 7 năm 2012, cùng một đoạn trailer giới thiệu của tựa game Outlast.

## Lịch sử
Philippe Morin, David Chateauneuf và Hugo Dallaire từng là các nhân viên phát triển cho Ubisoft Montreal vào những năm 1997–1998, trong đó Chateauneuf làm việc trong dự án Tom Clancy's Splinter Cell, còn Morin và Dallaire tham gia phát triển Prince of Persia: The Sands of Time. Morin rời Ubisoft Montreal vào năm 2009 và làm việc cho EA Montreal vào năm 2010, nhưng sau đó rời đi vào tháng 1 năm 2011 để thành lập Red Barrels. Chateauneuf vẫn là một nhân viên của của Ubisoft Montreal và đã tham gia vào công việc thiết kế màn chơi cho tựa game Assassin's Creed đầu tiên.
Sau khi từ chức, Morin gặp Chateauneuf và Dallaire sau khi bộ ba rời công việc, đồng ý cùng nhau thành lập công ty riêng. Sau một vài lần thất bại, studio đã nhận được 300,000 CA$ tiền hỗ trợ từ quỹ Canada Media Fund trong giai đoạn 2012–2013, và 1 triệu CA$ trong giai đoạn 2013–2014.
Vào tháng 10 năm 2012, studio công bố Outlast, được phát hành vào tháng 9 năm 2013. Tháng 10 năm sau, Morin thông báo rằng phần tiếp theo, Outlast 2, đang được phát triển. Outlast 2 được phát hành vào tháng 4 năm 2017. Vào tháng 7 cùng năm, công ty đã phát hành số đầu tiên của series truyện tranh The Murkoff Account, lấy bối cảnh những sự kiện giữa hai tựa game Outlast và Outlast 2. Vào ngày 4 tháng 12 năm 2019, công ty đã công bố một tựa game nhiều người chơi, The Outlast Trials, đồng thời phát hành một hình ảnh teaser. Vào ngày 13 tháng 6 năm 2020, một đoạn teaser của game đã được đăng tải, thông báo về việc phát hành tựa game vào năm 2021. Vào ngày 25 tháng 8 năm 2021, đoạn trailer thứ hai đã được đăng tải, công bố thời điểm dự kiến phát hành vào năm 2022.

## Các phiên bản game đã phát triển
| Năm  | Tiêu đề            | Nền tảng                                                                  |
| ---- | ------------------ | ------------------------------------------------------------------------- |
| 2013 | Outlast            | Microsoft Windows, PlayStation 4, Xbox One, macOS, Linux, Nintendo Switch |
| 2017 | Outlast 2          | Microsoft Windows, PlayStation 4, Xbox One, Nintendo Switch               |
| 2022 | The Outlast Trials | Sắp ra mắt                                                                |
| TBA  | Outlast 3          | Sắp ra mắt                                                                |